# Eduardo Cabanillas
Eduardo Cabanillas ist ein ehemaliger argentinischer General.
Anfang 2011 wurde er aufgrund seiner Rolle während der Militärdiktatur wegen fünffachen Mordes und Folter in 29 Fällen zu lebenslanger Haft verurteilt.